# Landsat 9
Landsat 9 — супутник дистанційного зондування Землі, запуск якого запланований на грудень 2020 року. Запущений 27 вересня 2021 року . Став дев'ятим за рахунком супутником космічної програми «Landsat». NASA відповідальна за усі технічні аспекти побудови, виведення на орбіту й подальшого обслуговування супутника, Геологічна служба США — за обробку і поширення усієї інформації, яку буде отримувати супутник.